# ۱۸۵۱
۱۸۵۱ (میلادی) هزار و هشتصد  و پنجاه و یکمین سال تقویم میلادی است.

## رویدادها
- ۳ مه-سانفرانسیسکو در آتش سوخت در طی این حادثه ۳۰ نفر کشته شدند.

## زادگان
- ۲۱ مه – لئون بورژوآ، سیاست‌مدار و دیپلمات فرانسوی (د. ۱۹۲۵)
- ۱۲ ژوئن – الیور جوزف لوج، فیزیک‌دان و مهندس بریتانیایی (د. ۱۹۴۰)
- ۱ سپتامبر – کارل کلنر، شیمی‌دان اتریشی (د. ۱۹۰۵)

## درگذشتگان
- ۱ فوریه – مری شلی، نویسنده بریتانیایی (ز. ۱۷۹۷)
- ۱۸ فوریه – کارل گوستاو یاکوب یاکوبی، ریاضی‌دان آلمانی (ز. ۱۸۰۴)
- ۹ مارس – هانس کریستین اورستد، فیزیک‌دان، شیمی‌دان، و مهندس دانمارکی (ز. ۱۷۷۷)
- ۱۰ ژوئیه – لوئی داگر، مخترع، فیزیک‌دان، عکاس، و نقاش فرانسوی (ز. ۱۷۸۷)
- ۱۴ سپتامبر – جیمز فنیمور کوپر، افسر و نویسنده آمریکایی (ز. ۱۷۸۹)